# جون كريستيان شولتز
جون كريستيان شولتز هو سياسي كندي، ولد في 1840 في أمهيرستبارج في كندا، وتوفي في 13 أبريل 1896 في مونتيري في المكسيك. نشط حزبياً في Liberal-Conservative Party ‏. وقد انتخب Lieutenant Governor of Manitoba ‏ (1888 – 1895) وانتخب عضو مجلس الشيوخ الكندي ‏ وانتخب عضو مجلس العموم الكندي.